# Цуккалли, Энрико
Энрико Цуккалли, Энрико Цуккали, Энрико Зуккали, настоящее имя Иоганн Генрих Цуккалли (нем. Enrico Zuccalli, Johann Heinrich Zuccalli; ок. 1642, Ровередо — 8 марта 1724, Мюнхен) — швейцарский архитектор. Работал придворным архитектором в Баварии и поэтому считается одним из главных представителей историко-регионального стиля южно-немецкого барокко.

## Биография
Энрико был сыном строителя и мастера стукко (штукатура и лепщика) Джованни Цуккалли (ок. 1629—1678) из Ровередо, коммуна в Швейцарии, в кантоне Граубюнден. Энрико учился строительному делу у своего зятя Гаспаро Цуккалли, был в Париже и Риме, где архитектура Джан Лоренцо Бернини произвела на него неизгладимое впечатление. В 1669 году он приехал в Мюнхен.
В Мюнхене в 1673 году Цуккалли стал архитектором избирательного суда Баварии, сменив на этом посту Агостино Барелли. Он взял на себя завершение строительных проектов Барелли: церковь ордена театинцев Театинеркирхе (1663—1690) в Мюнхене и дворец Нимфенбург. В 1677 году Цуккали был назначен старшим мастером-строителем (Oberbaumeister), а в 1689 году он стал главным придворным архитектором (Hofkammerrat).
В 1682 году Цуккали женился на Марии Магдалене Кадуфф. С начала июля 1684 года по начало марта 1685 года Цуккалли снова ездил в Париж. После его возвращения возникло ожесточенное соперничество с Джованни Антонио Вискарди, который тем временем был назначен вторым придворным архитектором.
Между 1684 и 1688 годами Цуккалли проектировал и строил малый дворец Лустхайм (Lustheim), «Дом удовольствий», в парке дворца Шлайсхайм для курфюрста Максимилиана II Эмануэля, а в 1689 году — Шлайсхаймский канал. Ещё одна его работа — Дворец Порча (Palais Porcia) в Мюнхене (1693). Другие аристократические дворцы, построенные Цуккали в Мюнхене: Дворец Терринг-Зеефельд на Розенталь, 7, Дворец Терринг-Штайн (Дворец Ла Роз) на Динерштрассе, Дворец Ау (Дворец Оу) на Херцогшпиталштрассе или Дворец Берхем на Театинерштрассе.
В 1695 году Цуккалли отправился в Льеж, а затем приехал в Бонн, где курфюрст Иосиф Клеменс Баварский поручил ему построить дворец. Первый камень был заложен в 1697 году, но дворец был завершён только после 1715 года архитектором Робером де Котом.
Постройки Энрико Цуккалли созданы под влиянием итальянского барокко, а иногда «представляют собой прямое использование образцов римской архитектуры на территории Баварии». В 1695 году Цуккалли снова работал в Мюнхене, а в 1701 году начал строительство Нового дворца в Шлайсхайме. В 1702 году он, как противник Вискарди, снова стал придворным архитектором в Мюнхене. Однако в 1706 году решением австрийской администрации Баварии получил отставку и до 1714 года жил в аббатстве Этталь. Здесь Цуккалли перестроил готическую монастырскую церковь Вознесения Девы Марии, придав её фасаду эффект барочности. Шатровую крышу и готический свод он планировал заменить куполом. Однако нехватка средств задержала отдельные этапы строительства.
После 1714 года Цуккалли продолжил строительство лестницы в Новом дворце в Шлайсхайме в соответствии со своими планами. Лестничные марши расположены внутри высокого двусветного зала — идея, которую Бальтазар Нойман позже использовал при проектировании лестниц дворца Аугустусбург в Брюле и в резиденции в Вюрцбурге. В дальнейшем, с 1719 года Цуккалли не занимался оформлением интерьеров Шлайсхайма. Строительство Нового дворца завершал Йозеф Эффнер. Однако Цуккалли продолжал пользоваться большим уважением курфюрста.
Энрико Цуккалли скончался 8 марта 1724 года в Мюнхене в возрасте около восьмидесяти лет. Его считают главным представителем «мюнхенского высокого барокко» (Münchner Hochbarocks). Со смертью Энрико Цуккалли господство швейцарских мастеров подошло к концу. Позднее немецкое барокко развивалось под французским влиянием, из которого развилось «баварское рококо», или южно-немецкий барочно-рокайльный стиль.

## Галерея

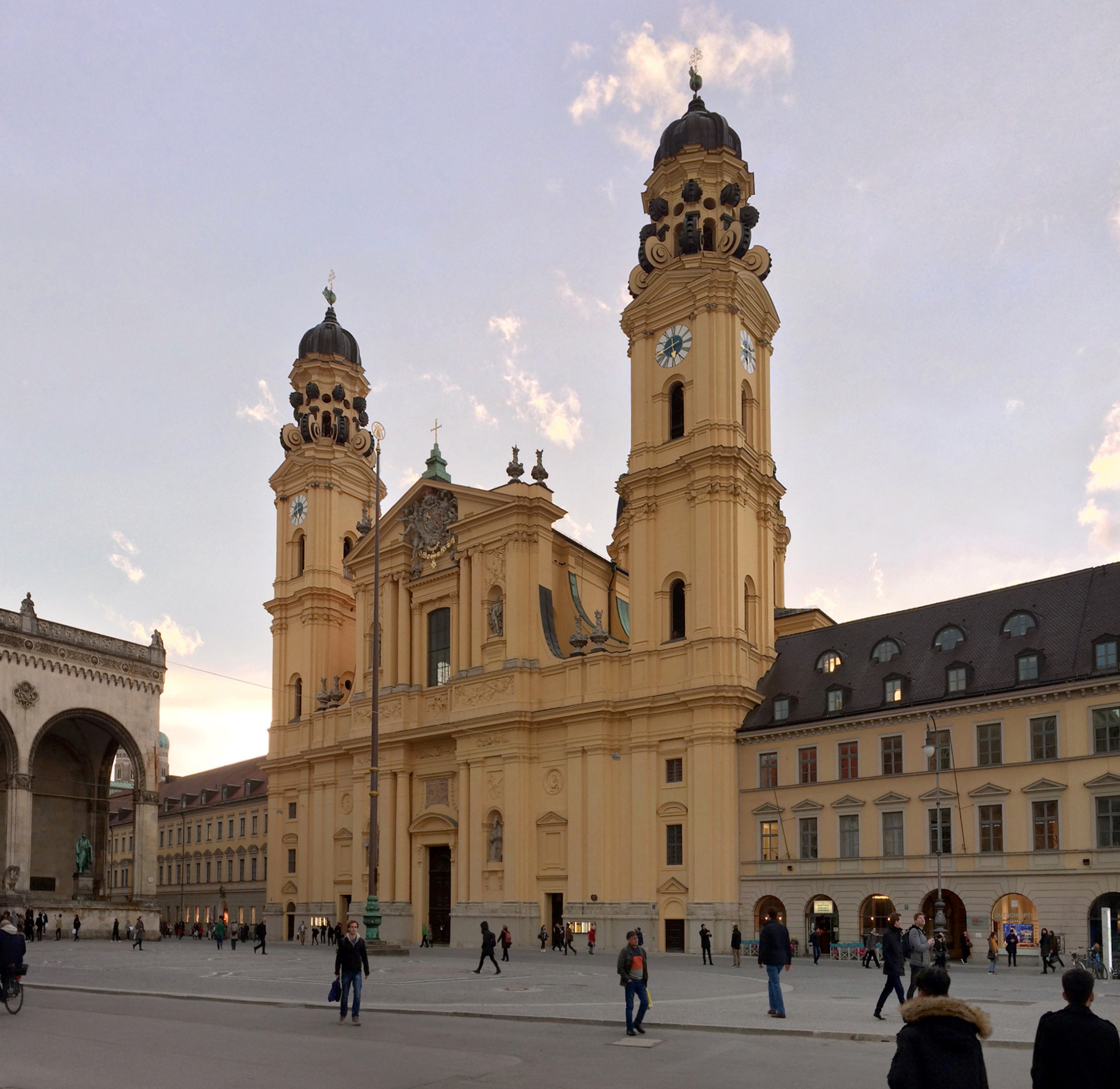
Церковь театинцев (Святого Каэтана). 1663—1690. Одеонсплац, Мюнхен
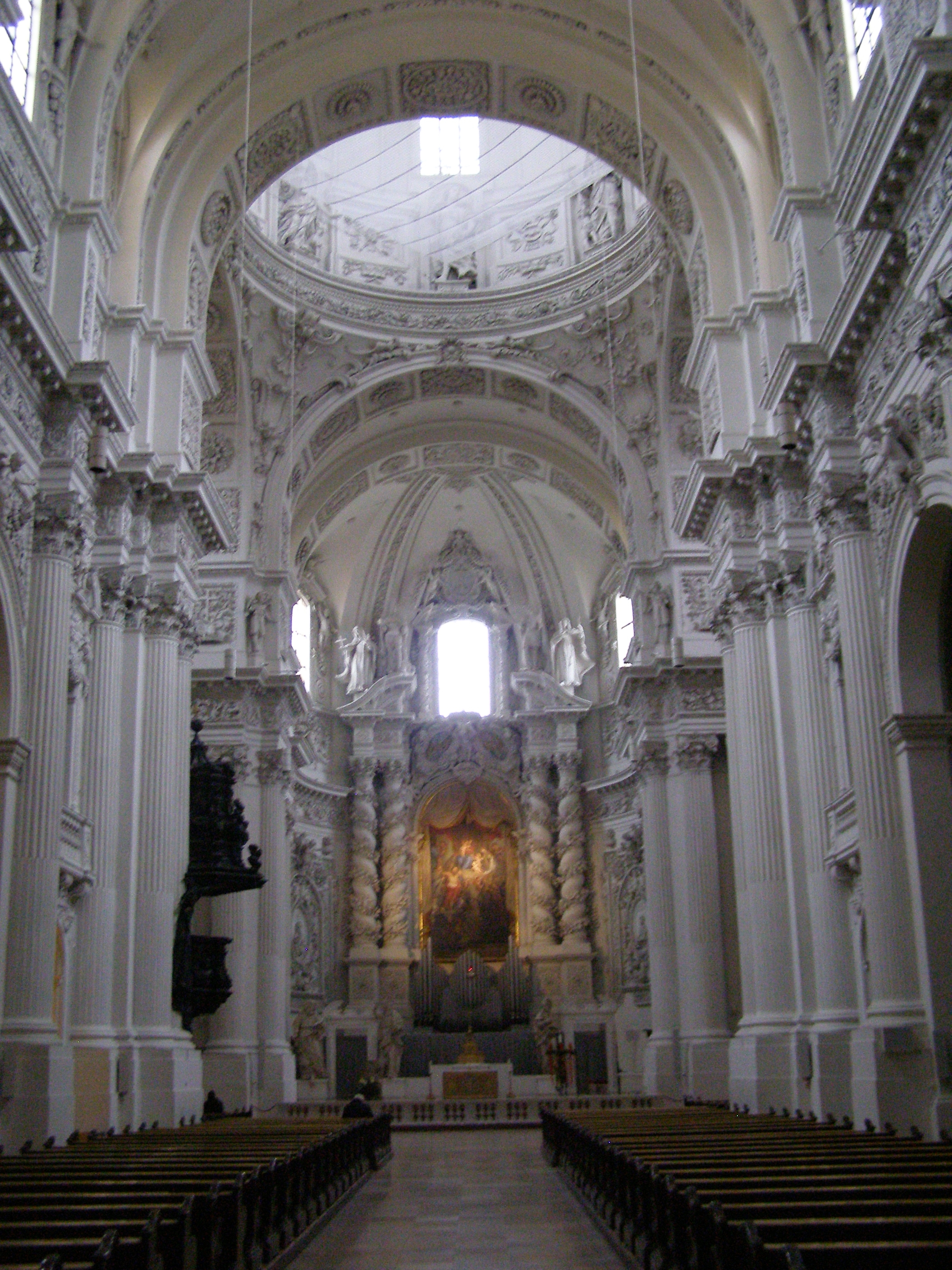
Церковь театинцев. Интерьер
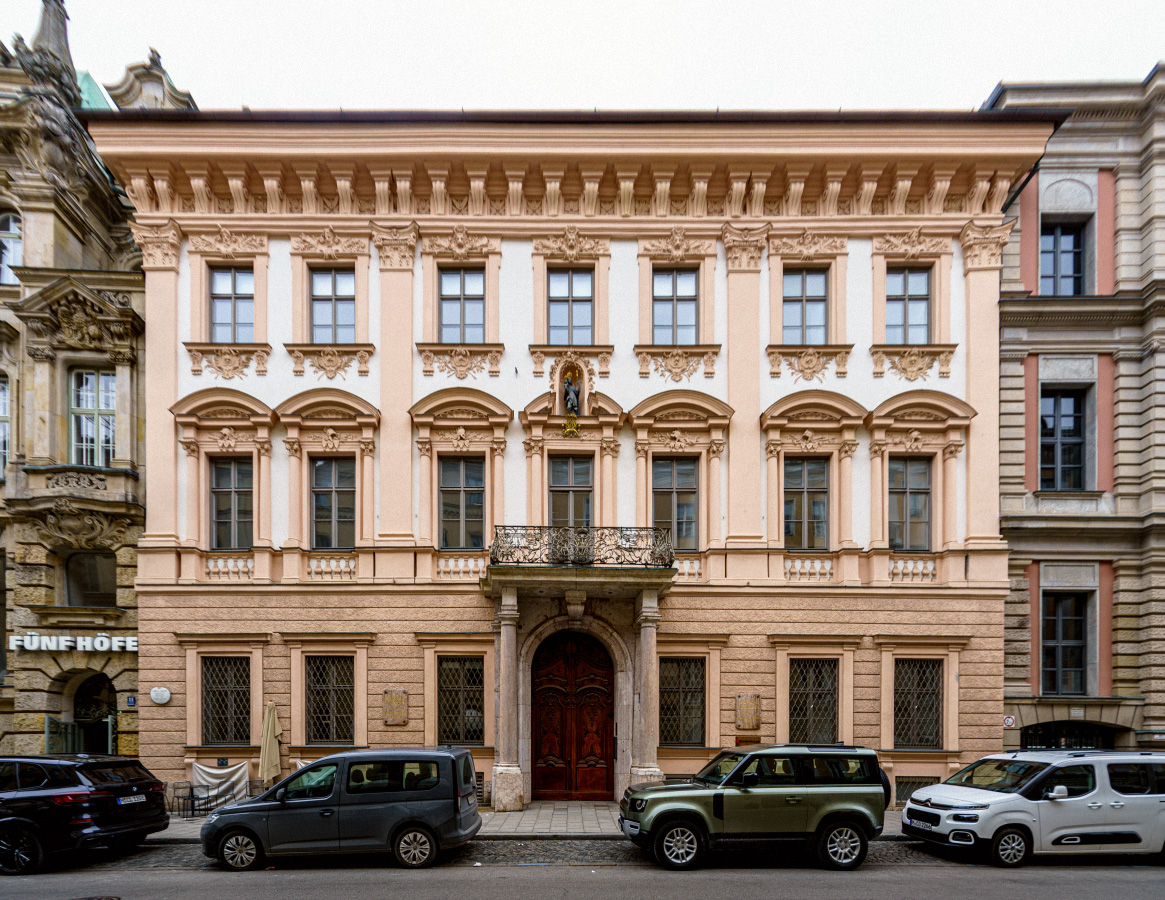
Дворец Порча. 1693. Мюнхен
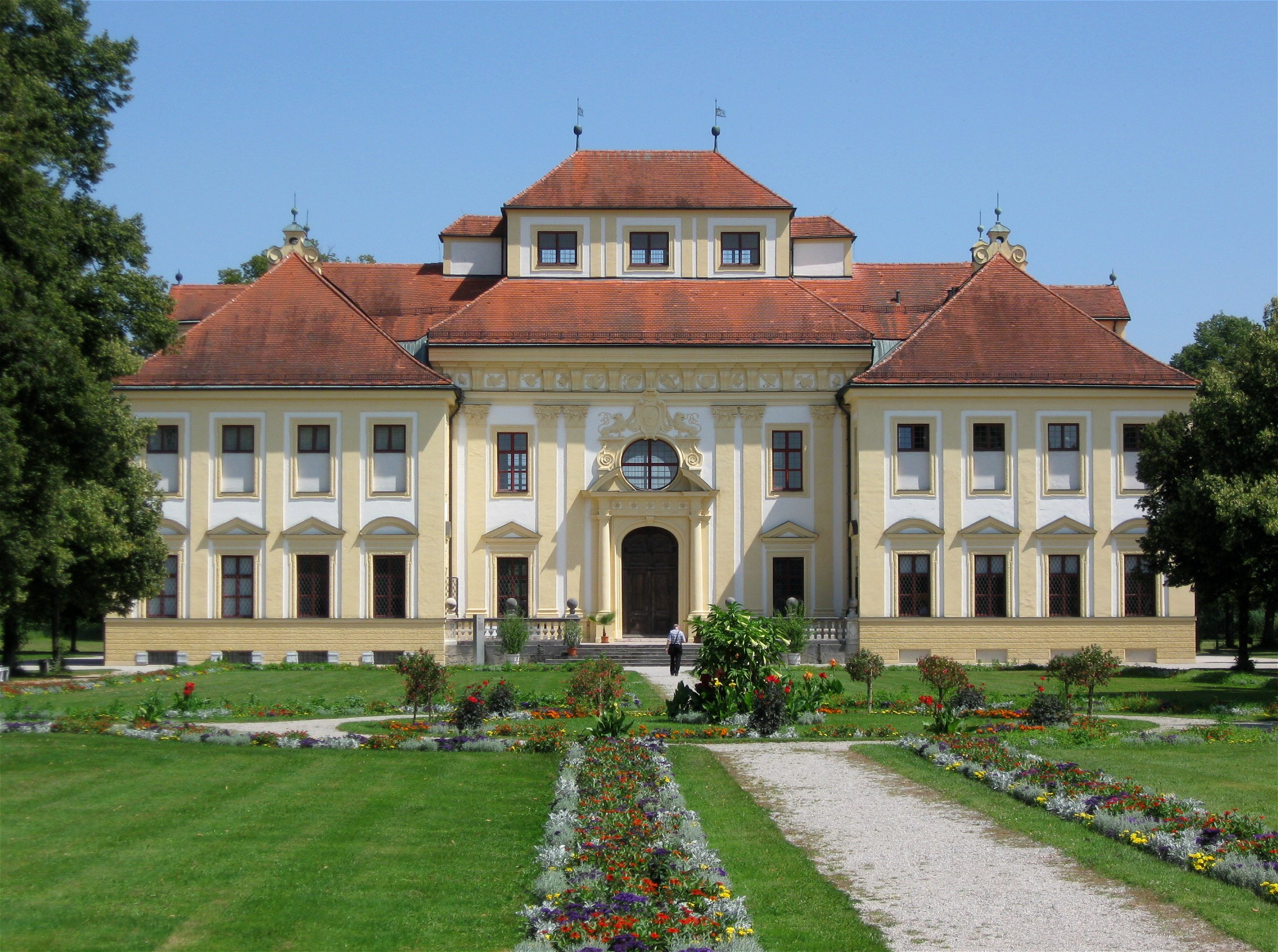
Дворец Лустхайм. Между 1684 и 1688. Шлайсхайм, Мюнхен
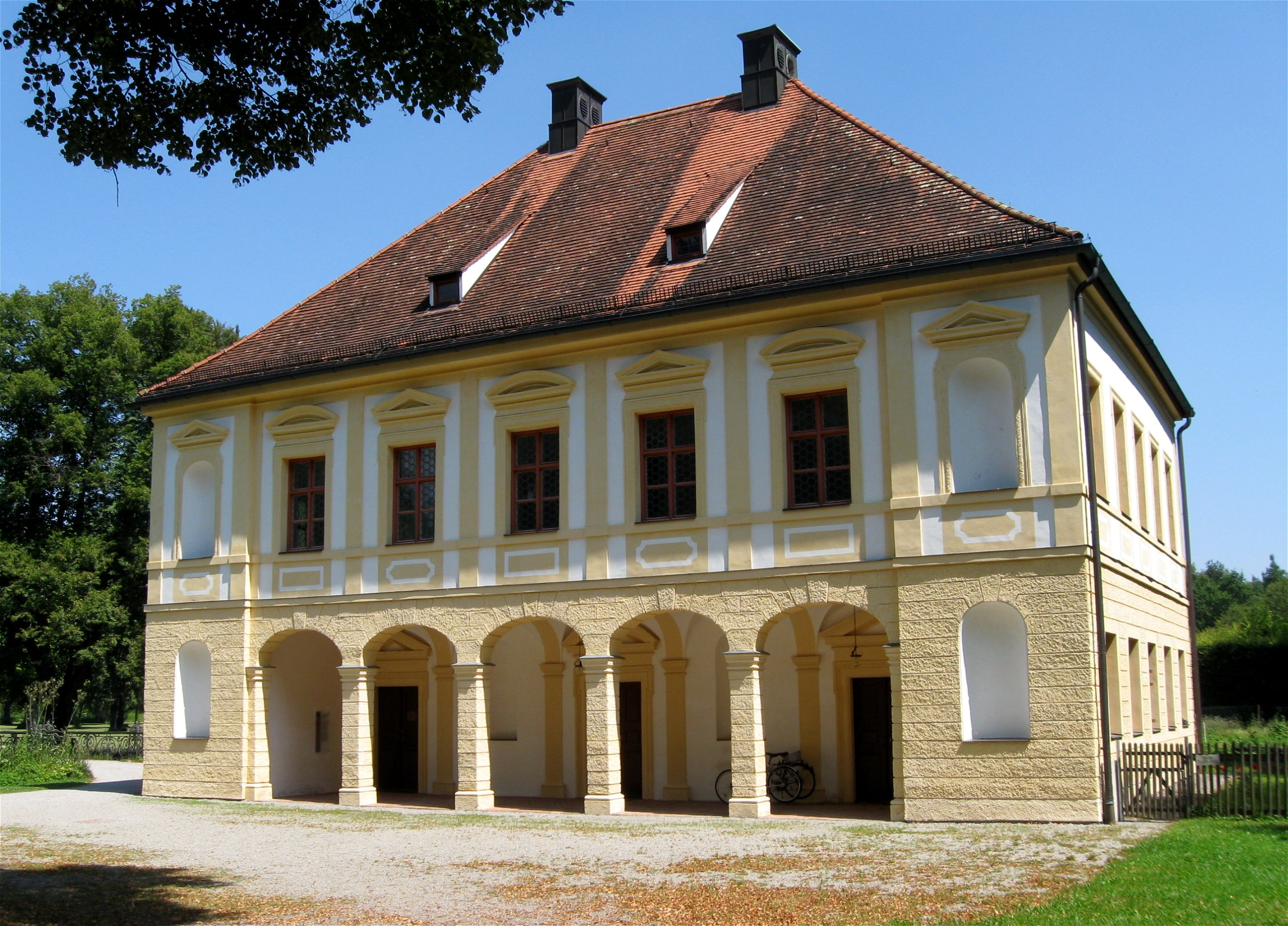
Лустхайм. Южный павильон
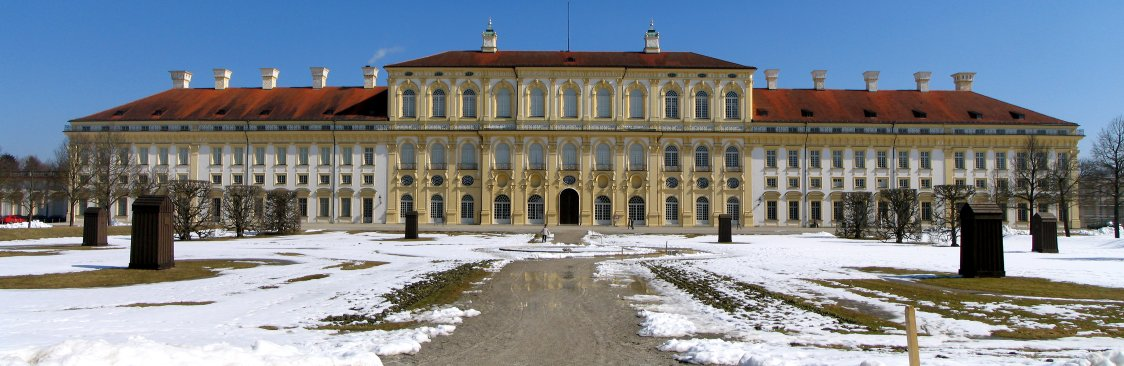
Новый дворец в Шлайсхайме. 1701—1706 (фасад завершён Л. фон Кленце и Й. Эффнером
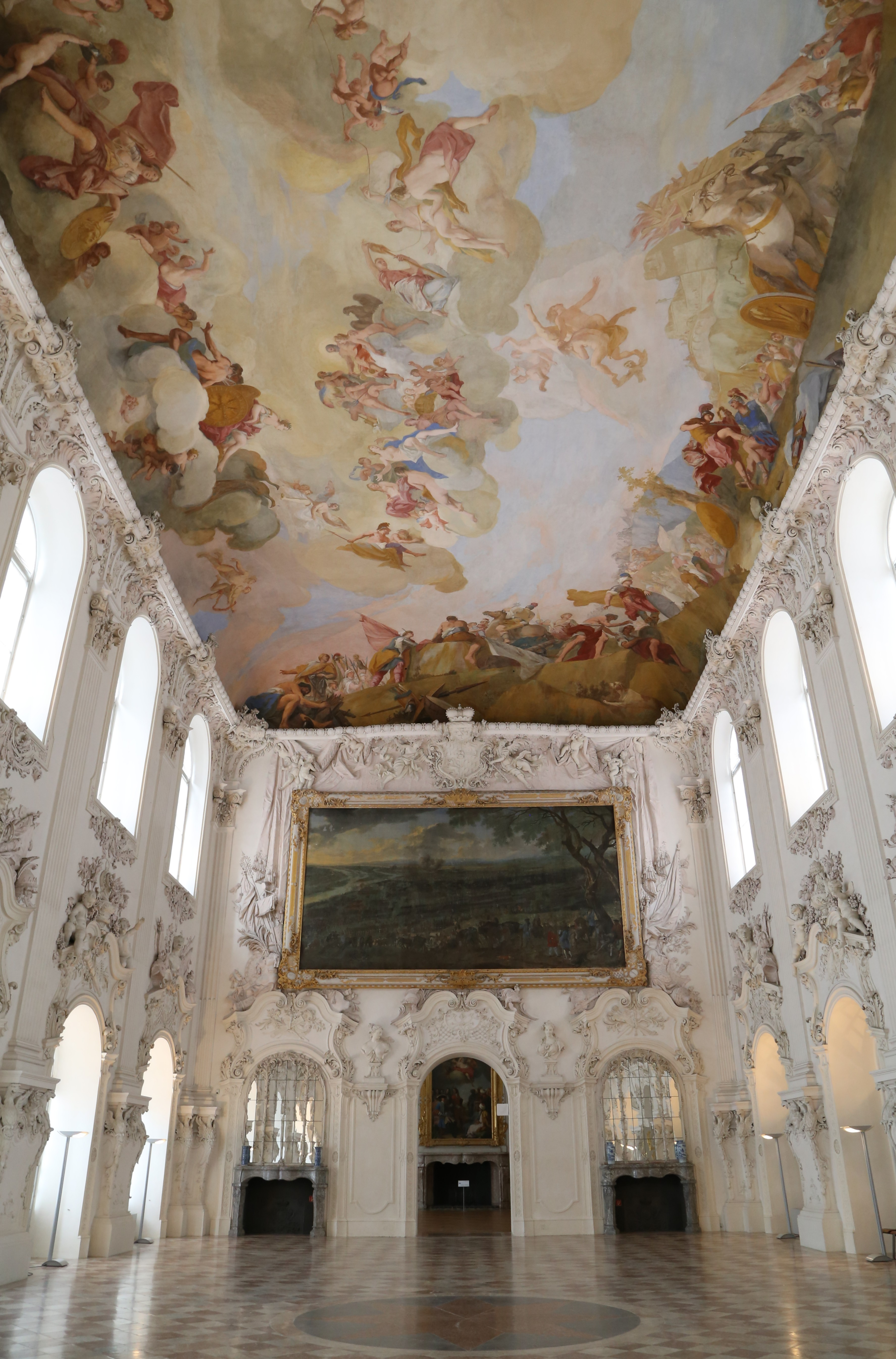
Большой зал Нового дворца в Шлайсхайме